# René Charles Maire
René Charles Maire (ur. 29 maja 1878 w Lons-le-Saunier, zm. 24 listopada 1949 w Algierii) – francuski botanik i mykolog.

## Życiorys
Pochodził z Lotaryngii, wywodził się z mieszczańskiej rodziny. Jego matka zmarła, gdy miał dwa lata. Wczesne dzieciństwo spędził na wsi Franche-Comté, niedaleko Graya.
Jego kariera botaniczna rozpoczęła się bardzo wcześnie. W wieku 18 lat był autorem zielnika departamentu Haute-Saône, udostępnionego obecnie w Muzeum historii naturalnej w miejscowości Gray. Doktorat uzyskał w 1905 r., a w 1911 r. został profesorem botaniki na Wydziale Nauk Algierskich. Szczególnie zajmował się fitopatologią w laboratorium botaniki rolniczej i stosowanej na wydziale nauk ścisłych Uniwersytetu Algierskiego. W latach 1902–1904. opracował zielnik Algierii i Maroka. Chargé d’affaires rządu marokańskiego w latach 1921–1930 powierzył mu badania botaniczne na środkowej Saharze, w szczególności w Hoggar. Był członkiem Towarzystwa Mykologicznego Francji, Towarzystwa Historii Naturalnej w Metz w 1897 roku, gdzie rozpoczęła się jego pasja, został także członkiem Towarzystwa Historii Naturalnej Afryki Północnej. 6 maja 1946 r. został jednogłośnie wybrany na nierezydenta Akademii Francuskiej. Został także członkiem założycielem międzynarodowej stacji Morza Śródziemnego w Montpellier.

## Praca naukowa
W latach (1918–1931) opublikował wiele prac, wnosząc wielki wkład w badania flory Afryki Północnej. Jego głównym dziełem jest Flora Afryki Północnej, wydana w 16 tomach. Przed śmiercią nie zdążył jednak z opisem ponad połowy rodzin, rodzajów i gatunków. Dzieło opublikowano dopiero po jego śmierci w 1953 r., a w jego dokończeniu wzięli udział botanicy Marcel Guinochet, Louis Faurel i Pierre Quézel.
Sporządzony przez niego zielnik Afryki Północnej jest powszechnie opisywany jako „herbarium René Maire”. Nie jest jednak jedynym twórcą tej monumentalnej pracy. Cierpliwie tworzyli ją jego poprzednicy (Pomel, Cosson, Battandier, Trabut i in.), a następnie została wzbogacona przez René Maire’a podczas licznych jego osobistych terenowych wypraw osobistych, a także wypraw wielu jego współpracowników. Zielnik zawiera około miliona okazów zielnikowych, w tym wielu rodzajów typowych, i jest przechowywany w Instytucie Botanicznym Uniwersytetu w Montpellier 2 (kod MPU). Jest to największy historyczny zielnik dotyczący flory i mykobioty Afryki Północnej (od Cyrenajki do Maroka przez środkową Saharę). Można go oglądać online. Niewielka część tego historycznego zielnika jest przechowywana w Algierii.
Opisał nowe gatunki grzybów: Amanita codinae,  Argyrocytisus battandieri,  Gymnopilus sapineus, Hygrophoropsis aurantiaca, Hygrophorus reai, Hypomyces vuilleminianus, Laccaria bicolor, Lentinellus vulpinus, Psathyrella candolleana, Psathyrella hydrophila, Xeromphalina campanella. Utworzył nową rodzinę grzybów Paxillaceae. Na jego cześć nadano nazwy niektórym gatunkom grzybów: Amanita mairei, Clitocybe mairei, Conocybe mairei, Clavicorona mairei, Cortinarius mairei, Galerina mairei, Hemimycena mairei, a także roślinom (np. Festuca mairei i rodzaj Mairetis).
Przy naukowych nazwach gatunków roślin i grzybów cytuje się jego nazwisko – Maire, np. Hygrophoropsis aurantiaca (Wulfen) Maire.